# Happy Together (chanson)
Pour les articles homonymes, voir Happy Together.
Singles de The Turtles
Can I Get to Know You Better
(1966) She'd Rather Be with Me
(1967)
Happy Together est une chanson du groupe de rock américain The Turtles, parue en single en février 1967, puis sur l'album Happy Together.
Ce single devient le seul numéro 1 des Turtles, en délogeant Penny Lane des Beatles du sommet du Billboard Hot 100. Au Royaume-Uni, il se classe 12e.
En 2007, la chanson reçoit le Grammy Hall of Fame Award.

## Utilisation dans l'audiovisuel
Ce titre est la bande originale du film Imagine Me and You. C'est aussi la chanson utilisée pour le générique d'intro du film Les Minions ainsi que celle de Freaky Friday : Dans la peau de ma mère. 
La chanson est également utilisée dans de nombreux épisodes de séries télévisées (entre autres l'épisode 19 de la saison 10 de The Big Bang Theory), et dans des publicités (pour le jeux vidéo Super Smash Bros, pour la marque Amora de 2009 à 2012 et plus récemment pour la marque de croquettes Ultima).

## Reprises et adaptations
En juin 1967, elle est reprise en français par Frank Alamo sous le titre Heureux tous les deux, puis par Martin Circus en 1975.
Elle a été traduite et interprétée dans la quasi-totalité des pays européens ; par exemple en Italie par les Quelli (it) sous le titre Per vivere insieme (1967).
La version originale fut reprise entre autres par The Mothers of Invention sur la seconde face de l'album Fillmore East: June 1971, par Jason Donovan en 1991 (top 10 au Royaume-Uni) et par Angus Stone en 2012 (dernier titre de l'album Broken Brights (en) dans l'édition Deluxe).
En 1993, le groupe finlandais Leningrad Cowboys reprend le morceau sur son album Happy Together qui fut enregistré avec les Chœurs de l'Armée rouge Alexandrov.